# Liste deutschsprachiger Schriftsteller/R
Hinweis: Die Umlaute ä, ö, ü werden wie die einfachen Vokale a, o, u eingeordnet, der Buchstabe ß wie ss. Dagegen werden ae, oe, ue unabhängig von der Aussprache immer als zwei Buchstaben behandelt 

## Ra
- Gerhard Raab (Schriftsteller) (1898–1950)
- Thomas Raab (1968)
- Marc Raabe (1968)
- Wilhelm Raabe (1831–1910)
- Jürgen Raap (* 1952)
- Rabanus Maurus (um 780–856), auch Rhabanus oder Hrabanus
- Anne Rabe (1986)
- Gottlieb Wilhelm Rabener (1714–1771)
- Doron Rabinovici (* 1961)
- Birgit Rabisch (* 1953)
- Udo Rabsch (* 1944)
- Joachim Rachel (1618–1669)
- Utz Rachowski (* 1954)
- Thomas Rackwitz (* 1981)
- Helene von Racowitza (1843–1911)
- Fritz J. Raddatz (1931–2015)
- Sigismund von Radecki (1891–1970)
- Carl Rademacher (1859–1935)
- Cay Rademacher (1965)
- Hanna Rademacher (1881–1979)
- Franziska Rademaker (1878–1961)
- Gustav Räder (1810–1868)
- Karl Räder (1870–1967)
- Friedrich Radszuweit (1876–1932)
- Günter Radtke (* 1925)
- Günter Radtke (1927–1987)
- Frank Radzicki (* 1964)
- Kuno Raeber (1922–1992)
- Ferdinand von Raesfeld (1855–1929)
- Gernot Ragger (* 1959)
- Tanja Raich (* 1986)
- Edgar Rai (1967)
- Ferdinand Raimund (1790–1836)
- Hans Raimund (* 1945)
- Erwin H. Rainalter (1892–1960)
- Werner Raith (1940–2001)
- Hans Raithel (1864–1939)
- Dragica Rajcić (* 1959)
- Egon H. Rakette (1909–1991)
- Ilma Rakusa (* 1946)
- Johann Jakob Rambach (1693–1735)
- Karl Wilhelm Ramler (1725–1798)
- Rudolf Ramlow (1908–?)
- Tilman Rammstedt (* 1975)
- Markus Ramseier (1955–2019)
- Elisabet van Randenborgh (1893–1983)
- Hermann von Randow (1847–1911)
- Josef Rank (1816–1896)
- Christoph Ransmayr (* 1954)
- Adeline zu Rantzau (1867–1927)
- Heinrich Christian Graf zu Rantzau (1922–2001)
- Lilly zu Rantzau (1895–1988)
- Moriz Rapp (1803–1883)
- Klaus M. Rarisch (1936–2016)
- Carlos Rasch (1932–2021)
- Friedrich Rasche (1900–1965)
- Martin Raschke (1905–1943)
- Renate Rasp (1935–2015)
- Rudolf Erich Raspe (1736–1794)
- Claudia Rath (* 1964)
- Hans Rath (1965)
- Lutz Rathenow (* 1952)
- Wolfgang Ratke (1571–1635)
- Clara Ratzka (1872–1928)
- Hildegard Maria Rauchfuß (1918–2000)
- Liselotte Rauner (1920–2005)
- Ernst Raupach (1784–1852)
- Albert H. Rausch (1882–1949)
- Roman Rausch (* 1961)
- Erika Rauschning (1923–2015)
- Mathilde Raven (1817–1902)

## Re – Rem
- Annette Reber (1964–2008)
- Paul Rebhun (etwa 1505–1546)
- Georg Friedrich Rebmann (1768–1824)
- Käthe Recheis (1928–2015)
- Eva Rechlin (1928–2011)
- Elisabeth von der Recke (1754–1833)
- Friedrich Reck-Malleczewen (1884–1945)
- Heinrich von Reder (1824–1909)
- Hedwig von Redern (1866–1935)
- Josef Reding (1929–2020)
- Marie von Redwitz (1856–1933)
- Oskar von Redwitz (1823–1891)
- Bärbel Reetz (1942)
- Thilo Reffert (* 1970)
- René Regenass (1935–2024)
- Sven Regener (* 1961)
- Erik Reger (1893–1954)
- Gustav Regler (1898–1963)
- Karl Christian Reh (1888–1926)
- Arthur Rehbein (1867–1952)
- Franz Rehbein (1867–1909)
- Hans Rehberg (1901–1963)
- Hans José Rehfisch (1891–1960)
- Philipp Joseph Rehfues (1779–1843)
- Hermann Siegfried Rehm (1859–?)
- Ruth Rehmann (1922–2016)
- Jens Rehn, eigentlich Otto J. Luther (1918–1983)
- Bernhart Rehse (1875–1946)
- Hermann Reich (1868–1934)
- Elisabeth Reichart (* 1953)
- Emma Reichel (1857–1931)
- Joseph Reichl (1860–1924)
- Marcel Reich-Ranicki (1920–2013)
- Georg Reicke (1863–1923)
- Ilse Reicke (1893–1989)
- Irene Reif (1931–2000)
- Benno Reifenberg (1892–1970)
- Andreas Reimann (* 1946)
- Brigitte Reimann (1933–1973)
- Hans Reimann (1889–1969)
- Sebastian Reimann (* 1976)
- Johannes Reimer (* 1955)
- Lore Reimer (* 1947)
- Uwe Reimer (1948–2004)
- Jacob Friedrich Reimmann (1668–1743)
- Reimmichl, eigentlich Sebastian Rieger (1867–1953)
- Heinz Rein (1906–1991)
- Eduard Reinacher (1892–1968)
- Adelheid Reinbold (1800–1839)
- Gudrun Reinboth (* 1943)
- Bertram Reinecke (* 1974)
- Herbert Reinecker (1914–2007)
- Wilfried Reinehr (1936–2022)
- Lenka Reinerová (1916–2008)
- Ludwig Reiners (1896–1957)
- Arno Reinfrank (1934–2001)
- Annemarie Reinhard (1921–1976)
- Ewald Reinhard (1884–1956)
- Luise Reinhardt (1807–1878)
- Sophie Reinheimer (1874–1935)
- Herbert Reinhold (1904–?)
- Robert Reinick (1805–1852)
- Christa Reinig (1926–2008)
- Leonhard Reinirkens (1924–2008)
- Reinmar (von Hagenau) (etwa 1160/70–vor 1210)
- Reinmar von Zweter (etwa 1225–etwa 1250)
- Werner Reinowski (1908–1987)
- Gerlind Reinshagen (1926–2019)
- Kurt Reis (* 1928)
- Hans Reiser (1888–1946)
- Hans Reisiger (1884–1968)
- Larissa Reissner (1895–1926)
- Arno Reißenweber (1904–?)
- Käte Reiter (1927–2013)
- Leopold Reitz (1889–1972)
- Franziska von Reitzenstein (1834–1896)
- Hans Joachim von Reitzenstein (1881–1935)
- Ludwig Rellstab (1799–1860)
- Erich Maria Remarque, eigentlich Erich Paul Remark (1898–1970)
- Paul Remer (1867–1943)
- Nicolas Remin (* 1948)
- Joscha Remus (* 1958)

## Ren – Rez
- Georg Rendl (1903–1972)
- Lothar Rendulic (1887–1971)
- Werner Renfer (1898–1936)
- Anton Renk (1871–1906)
- Armin Renker (1891–1961)
- Gustav Renker (1889–1967)
- Ludwig Renn, eigentlich Arnold Vieth von Golßenau (1889–1979)
- Jürgen Rennert (* 1943)
- Nicole Rensmann (* 1970)
- Gerhard Rentzsch (1926–2003)
- Peter Renz (* 1946)
- Sylvia Renz (* 1949)
- Ulrich Renz (* 1960)
- Karin Reschke (* 1940)
- Sir John Retcliffe, eigentlich Hermann Goedsche (1815–1878)
- Simon Rettenpacher (1634–1706)
- Wugg Retzer (1905–1984)
- Theo Reubel-Ciani (1921–2005)
- Johannes Reuchlin (1455–1522)
- Max Reuschle (1890–1947)
- Peter Reusse (1941–2022)
- Otto Reuther (1890–1973)
- Christian Reuter (1665–1712)
- Fritz Reuter (1810–1874)
- Gabriele Reuter (1859–1941)
- Franziska (eigentl. Fanny) Gräfin zu Reventlow (1871–1918)
- Felix Rexhausen (1932–1992)
- Hans Reyhing (1882–1961)
- Felicitas von Reznicek (1904–1997)
- Gregor von Rezzori (1914–1998)

## Rh – Ri
- Franziska Rheinberger (1831–1892)
- Walter Rheiner, eigentlich W. Heinrich Schnorrenberg (1895–1925)
- Caroline Rhiem (1856–)
- Emmy von Rhoden, eigentlich Emmy Friedrich (1839–1885)
- Max Riccabona (1915–1997)
- Walter E. Richartz (1927–1980)
- Urs Richle (* 1965)
- Egon Richter (1932–2016)
- Friedrich Richter, Pseudonym Friedrich Stromberg (1811–1865)
- Götz R. Richter (1923–2016)
- Hans Peter Richter (1925–1993)
- Hans Werner Richter (1908–1993)
- Helmut Richter (1933–2019)
- Horst-Eberhard Richter (1923–2011)
- Johannes Richter (1889–1941)
- Julius Wilhelm Otto Richter (1839–1924)
- Jutta Richter (* 1955)
- Nikola Richter (* 1976)
- Arthur Richter-Heimbach (1879–1947)
- Charlotte Richter-Peill (* 1969)
- Walter Richter-Ruhland (1910–1975)
- Frieda von Richthofen (1879–1956)
- Karin Rick (* 1955)
- Christian Rickens (* 1971)
- Brigitte Riebe (* 1953)
- Egon Rieble (1925–2016)
- Otto Riebicke (1889–1965)
- Susanne Riedel (* 1959)
- Wilhelm Riedel (1933–2018)
- Ines Rieder (1954–2015)
- Hartmut Riederer (* 1942)
- Johann Friedrich Riederer (1678–1734)
- Dominik Riedo (* 1974)
- Werner Riegel (1925–1956)
- Berndt Rieger (* 1962)
- Erwin Rieger (1889–1940)
- Franz Rieger (1923–2005)
- Jonny Rieger (1908–1985)
- Wilhelm Heinrich Riehl (1823–1897)
- Johannes Riemer (1648–1714)
- Werner Riemerschmid (1895–1967)
- Margarete Riemschneider (1899–1985)
- Ingetraud Rienau (* 1957)
- Max Rieple (1902–1981)
- Friedrich Wilhelm Riese (1807–1879)
- Katharina Riese (* 1946)
- Alfred Rietdorf (1912–1943)
- Hugo Rieth (1922–2006)
- Lukas Rietzschel (* 1994)
- Rainer Maria Rilke (1875–1926)
- Claudia Rimkus (* 1956)
- Cornelia Rimpau (* 1947)
- Martin Rinckart (1586–1649)
- Christine Rinderknecht (* 1954)
- Max Ring (1817–1901)
- Gerhard Ringeling (1887–1951)
- Joachim Ringelnatz (1883–1934)
- Luise Rinser (1911–2002)
- Martin Ripkens (1934–2012)
- Heinz Risse (1898–1989)
- Julius Rissert (1854–1915)
- Guido Rißmann-Ottow (* 1964)
- Johann Rist (1607–1667)
- Anna Ritter (1865–1921)
- Henning Ritter (1943–2013)
- Hermann Ritter (1864–1925)
- Paul Ritter (1887–1968)
- Roman Ritter (* 1943)
- Emil Rittershaus (1834–1897)
- Rudolf Rittner (1869–1943)
- Thaddäus Rittner (1873–1921)
- Ulrich Ritzel (* 1940)
- Adam Ritzhaupt (1882–1976)
- Jenny Ritzhaupt (1889–~1970)
- Gregor Ritzsch (1584–1643)

## Ro – Rom
- Grigol Robakidse (1882–1962)
- Ludwig Robert (1778–1832)
- Robert Roberthin, Pseudonym: Berintho, (1600–1648)
- Aileen P. Roberts (1975–2015)
- Alexander von Roberts (1845–1896)
- Luisa Mary von Robiano (1821–1886)
- Wilhelm Rocco (1819–1897)
- Charlotte Roche (* 1978)
- Johann Friedrich Rochlitz (1769–1842)
- Leopold Wolfgang Rochowanski (1888–1961)
- C. V. Rock (1906–1985)
- Zé do Rock (* 1956)
- Susanne Röckel (* 1953)
- Harald Rockstuhl (* 1957)
- Werner Rockstuhl (* 1935)
- Alexander Roda Roda, eigentlich Sándor Friedrich Rosenfeld (1872–1945)
- Walther Rode (1876–1934)
- Julius Rodenberg, eigentlich Levy (1831–1914)
- Petra Röder (1969–2018)
- Belinda Rodik (* 1969)
- Fred Rodrian (1926–1985)
- Irene Rodrian (1937–2025)
- Friedrich Roeber (1819–1901)
- Karl Roeder (1890–1975)
- Klaus Roehler (1929–2000)
- Karl Hermann Roehricht (1928–2015)
- Georg Maria Roers (* 1965)
- Michael Roes (* 1960)
- Alma Rogge (1894–1969)
- Sophie Rogge-Börner (1878–1955)
- Heinrich Roggendorf (1926–1988)
- Viola Roggenkamp (* 1948)
- Kathrin Röggla (* 1971)
- Ernst Röhl (1937–2015)
- Guido Rohm (* 1970)
- Ludwig Rohmann (1865–1950)
- Reinhard Rohn (1959)
- Wolfgang Rohner-Radegast (1920–2002)
- Jan Volker Röhnert (* 1976)
- Adele Elisabeth Rohns (1868–1945)
- Max Rohrer (1887–1966)
- Tilman Röhrig (* 1945)
- Jörn Jacob Rohwer (* 1965)
- Alois Roik (1877–1924)
- Gabriel Rollenhagen (1583–nach 1619?)
- Georg Rollenhagen (1542–1609)
- Otto Rombach (1904–1984)
- Manfred Römbell (1941–2010)
- Michael Römling (* 1973)
- Alberta Rommel (1912–2001)
- Theodore von Rommel (1870–1950)
- Erich Rommerskirch (1904–1989)
- Jesaias Rompler (1605–1676?)

## Ron – Roz
- Peter Roos (* 1950)
- Otto Roquette (1824–1896)
- Felicitas Rose, eigentlich Moersberger (1862–1938)
- Hans Ludwig Rosegger (1880–1929)
- Peter Rosegger, eigentlich Roßegger (1843–1918)
- Peter Rosei (* 1946)
- Wilhelm Röseler (1848–1899)
- Hans Roselieb (1884–1945)
- Roland Rosenbauer (* 1956)
- Hans-Joachim Rosenberger (1904–1932)
- Mauricio Rosencof (* 1933)
- Herbert Rosendorfer (1934–2012)
- Ruth Rosenfeld (1920–1991)
- Paul Rosenhayn (1877–1929)
- Moses Rosenkranz (1904–2003)
- Thomas Rosenlöcher (1947–2022)
- Emil Rosenow (1871–1904)
- Hans Rosenplüt, eigentlich Hans Schneperer (etwa 1400–1470)
- Berta Rosin (1874–1942)
- Marie von Roskowska (1828–1889)
- Jo Hanns Rösler (1899–1966)
- Ernst Rosmer, eigentlich Elsa Bernstein (1866–1949)
- Karl Rosner (1873–1951)
- Arne Roß (* 1966)
- Arthur Rößler (1877–1955)
- Christine Rospert
- Carlo Ross (1928–2004)
- Alexander Rossa (* 1967)
- Eva Rossmann (* 1962)
- Dietmar Rost (1939–1996)
- Hendrik Rost (* 1969)
- Johann Leonhard Rost (1688–1727)
- Elisabeth Rotenberg, eigentlich Christiane Gohl (1958)
- Elfriede Rotermund (1884–1966)
- Eugen Roth (1895–1976)
- Friedrich Roth (1897–1970)
- Friederike Roth (* 1948)
- Gerhard Roth (1942–2022)
- Hilde Roth (1916–1970)
- Joseph Roth (1894–1939)
- Patrick Roth (* 1953)
- Richard Roth (1835–1915)
- Stephan Ludwig Roth (1796–1849)
- Susi Roth (1904–1980)
- Gottfried Rothacker (1901–1940)
- Michael Rothballer (* 1974)
- Walter Rothbarth (1886–1935)
- Hans Rothe (1894–1977)
- Johannes Rothe (etwa 1360–1434)
- Johann Andreas Rothe (1688–1758)
- Thomas Rother (1937–2023)
- Ralf Rothmann (* 1953)
- Toni Rothmund (1877–1956)
- Linde Rotta (* 1937)
- Andreas Josef Rottendorf (1897–1971)
- Albert Rotter (1904–1990)
- Felicie Rotter (1916–1982)
- Karl Röttger (1877–1942)
- Eva Rottmann (* 1983)
- Peter Joseph Rottmann (1799–1881)
- Richard Rötzer (* 1952)
- Harry Rowohlt (1945–2015)

## Ru – Ry
- Maria Veronika Rubatscher (1900–1987)
- Ludwig Rubiner (1881–1920)
- Günter Ruch (1956–2010)
- Gina Ruck-Pauquèt (1931–2018)
- Erika Ruckdäschel (1939)
- Günther Rücker (1924–2008)
- Friedrich Rückert (1788–1866)
- Ariane Rüdiger (* 1958)
- Rudolf von Ems (etwa 1200–1252/54)
- Rudolf von Fenis (?–vor 1196)
- Axel Rudolph (1893–1944)
- Christin-Désirée Rudolph (* 1966)
- Dieter Paul Rudolph (1955–2017)
- Kriss Rudolph (* 1971)
- Karoline Rudolphi (1754–1811)
- Reginald Rudorf (1929–2008)
- Franz Rueb (1933–2021)
- Josef Ruederer (1861–1915)
- Wolfgang Ruehl (* 1958)
- Martin Ruf (* 1960)
- Sonja Ruf (* 1967)
- Doris Ruge (* 1946)
- Eugen Ruge (* 1954)
- Anna Ruhe (* 1977)
- Thomas A. Ruhk (* 1973)
- Ludwig Rühle (1895–1967)
- Gerhard Rühm (* 1930)
- Peter Rühmkorf (1929–2008)
- Gerhard Ruiss (* 1951)
- Heinrich Ruland (1882–1943)
- Wilhelm Ruland (1869–1927)
- Andreas Rumler (* 1955)
- Walter von Rummel (1873–1953)
- Johann Rump (1871–1941)
- Manfred Rumpl (* 1960)
- Doris Runge (* 1943)
- Erika Runge (1939–2023)
- Manuela Runge (* 1959)
- Axel Ruoff (* 1971)
- Heinrich Ruppel (1886–1974)
- Otto Ruppius (1819–1864)
- Uwe Ruprecht (* 1958)
- Regina Rusch (1945–2017)
- Georg Ruseler (1866–1920)
- Else Rüthel-Schaber (1899–1938)
- Heinrich Rüthlein (1886–1949)
- Michael Rutschky (1943–2018)
- Benno Rüttenauer (1855–1940)
- Irene Ruttmann (* 1933)
- Georg Rüxner (* um 1530)
- Max Rychner (1897–1965)